# Gesloten lijst
Een gesloten lijst is een type kiesstelsel (met bijbehorend stembiljet) waarbij kiezers alleen op een politieke partij als geheel kunnen stemmen. Ze hebben dan geen invloed op de door de partij opgegeven volgorde waarin partijkandidaten worden gekozen. Als kiezers daarop wel enige invloed zouden hebben, spreek je van een open lijst. 

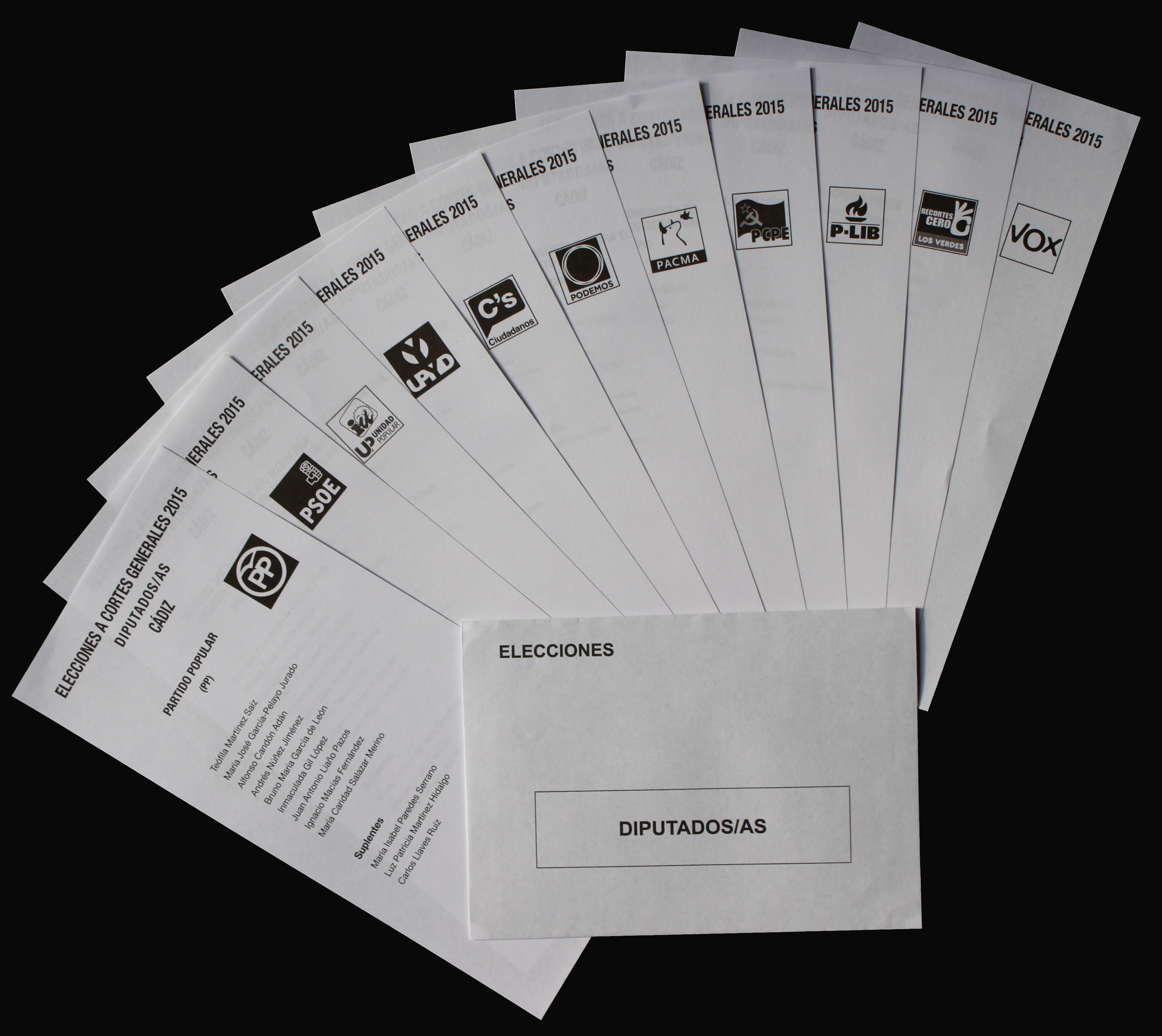
In Spanje bevat elk stembiljet een volledige lijst met kandidaten van die partij. Kiezers nemen het stembiljet van de partij waarvoor ze willen stemmen en stoppen dit in een envelop die vervolgens in de stembus wordt gedeponeerd.

Gesloten lijstenstelsels worden veel gebruikt bij evenredige vertegenwoordiging op basis van partijlijsten, en gemengde kiesstelsels gebruiken naast open lijsten ook gesloten lijsten voor de nationale zetelverdeling. Veel landen hebben echter hun kiesstelsel aangepast en zijn overgestapt op open lijsten of geven kiezers de keuze tussen een kandidaatsstem of lijststem. Zo kunnen ze gepersonaliseerde vertegenwoordiging integreren in hun evenredige stelsels.

## Werking
Bij een gesloten lijstsysteem heeft elke politieke partij vooraf besloten wie de zetels krijgt die aan die partij zijn toegewezen bij de verkiezingen.  Op deze manier krijgen de kandidaten die het hoogst op deze lijst staan doorgaans altijd een zetel in het parlement, terwijl de kandidaten die lager op de gesloten lijst staan, dat niet krijgen.
De kandidaten die een positie hebben rond het verwachte zetelaantal van die partij, kunnen hun zetel echter winnen of verliezen, afhankelijk van het aantal stemmen dat de partij krijgt. Het aantal zetels dat de partij behaalt, in combinatie met de eventueel behaalde voorkeurstemmen, bepalen vervolgens of een kandidaat een zetel krijgt.

Landen die vanaf 2022 gesloten lijsten gebruiken in het kiesstelsel van hun wetgevende macht (parlement of lagerhuis)
Evenredige kiesstelsels waar alle partijen gesloten lijsten gebruiken
Evenredige kiesstelsels waar slechts enkele partijen gesloten lijsten gebruiken
Evenredige gemengde kiesstelsels met gesloten lijsten
Meerderheidsstelsels met gesloten lijsten

## Nederland
In Nederland wordt in principe gebruik gemaakt van een open lijst, wat betekent dat kiezers de mogelijkheid hebben om een voorkeurstem uit te brengen op een specifieke kandidaat binnen een partij. In de praktijk functioneert het systeem echter vaak als een gesloten lijst omdat de kiesdrempel voor voorkeurstemmen hoog ligt. een kandidaat moet minimaal een kwart van de kiesdeler halen om rechtstreeks in de Tweede Kamer te komen. Hierdoor zijn de meeste politici sterk afhankelijk van hun positie op de door de partij vastgestelde lijst. 
Een voorbeeld hiervan is Pieter Omtzigt, die bij de Tweede Kamerverkiezingen van 2012 op plek 39 van de kandidatenlijst van het CDA gezet. Het CDA behaalde in die verkiezingen 13 zetels, maar dankzij 36.750 voorkeurstemmen werd Omtzigt toch verkozen. Dit illustreert hoe afhankelijk de meeste politici zijn van steun van hun partijleiding en benadrukt hoe uitzonderlijk het is voor een politicus om buiten de invloed van de partijtop te treden.

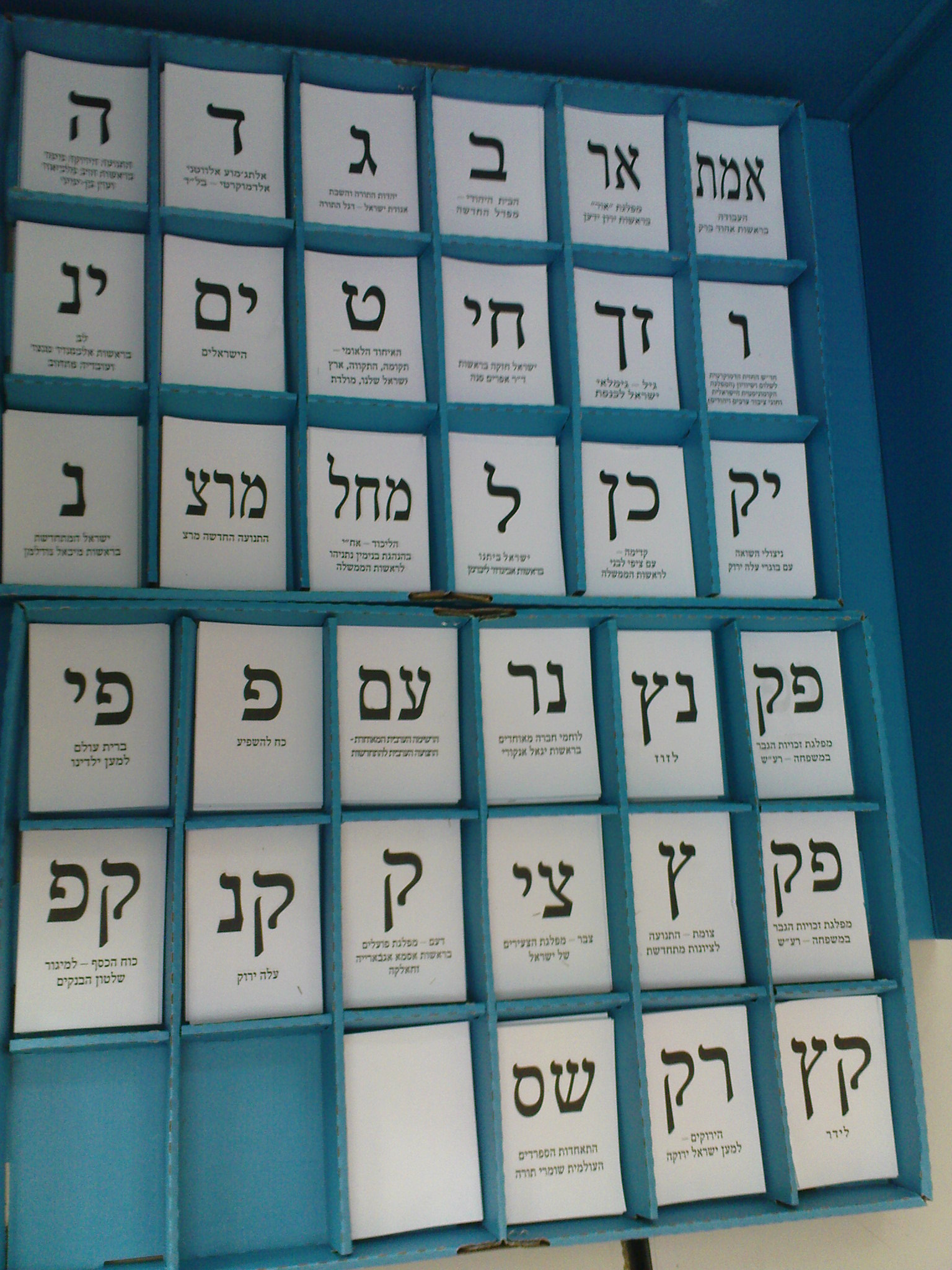
Israël kent net als Nederland een kiesstelsel met één nationaal kiesdistrict, maar gebruikt gesloten partijlijsten.

## Buitenland
Gesloten lijsten worden in verschillende kiesstelsels gebruikt:
- In Israël wordt een volledig gesloten lijstsysteem gecombineerd met een nationaal kiesdistrict, waarbij de kiezers geen invloed hebben op de volgorde van de kandidaten; de zetels worden toegewezen op basis van de partijrangorde.
- Spanje hanteert een soortgelijk systeem, hoewel er af en toe binnen de partij interne voorverkiezingen plaatsvinden om de lijst te bepalen.
- Duitsland heeft een gemengd systeem waarbij kiezers twee stemmen uitbrengen. De eerste helft van de parlementsleden wordt gekozen via een enkelvoudig districtenstelsel, terwijl de andere helft via een gesloten lijst verkozen wordt in een nationaal kiesdistrict. Dit hybride model zorgt voor een evenredige zetel-stemverhouding, maar de kandidaten op de nationale partijlijsten worden zonder voorkeurstemmen geselecteerd.

## Met 1 stem meer keus
In sommige landen krijgen kiezers op het stembiljet de keuze tussen een open lijst en gesloten lijst, wat gezien kan worden als een semi-open of hybride lijst. Denemarken is een voorbeeld hiervan: kiezers kunnen ervoor kiezen om hun stem uit te brengen op een specifieke kandidaat (open lijst), wat invloed heeft op de rangorde binnen de partij, of op de partij als geheel (gesloten lijst), waarbij de partij zelf de kandidaatsvolgorde bepaalt. Dit systeem biedt meer flexibiliteit voor kiezers, omdat ze kunnen beslissen of ze persoonlijke voorkeuren of partijloyaliteit willen laten wegen. 
In Nederland wordt met het plan 'met 1 stem meer keus' een vergelijkbare optie besproken. Deze mogelijkheid is uitgedacht door het Burgerforum Kiesstelsel, en geeft kiezers de keuze tussen een kandidaatsstem of een lijststem. Door deze gesloten keuze-optie toe te voegen, kunnen stemmers meer invloed uitoefenen op de selectie van kandidaten. Dit werkt doordat zetels naar rato worden verdeeld tussen lijstzetels en kandidaatszetels. Hierdoor krijgen voorkeurstemmen een grotere invloed. 